# San Pedro de Mocama
San Pedro de Mocama era una missió franciscana espanyola construïda a mitjans del segle xvi a l'illa de Cumberland en l'actual estat dels Estats Units de Geòrgia. Era part del sistema de missions de la Florida espanyola, i va ser fundada per servir als tacatacuru, un cacicat dels timucua. San Pedro va ser una de les missions més antigues i més prominents de la Florida espanyola, i la seva església era tan gran com l'església de San Agustín.
Els tacatacuru eren part d'un grup timucua conegut com els mocama. Els mocama parlaven un dialecte de la llengua timucua també conegut com a mocama i vivien a les zones costaneres del sud de Geòrgia i el nord de Florida. La Missió de San Pedro va ser construïda a l'extrem sud de l'illa de Cumberland, prop del llogaret principal dels tacatacuru. Juntament amb la Missió San Juan del Puerto a l'illa Fort George (a la desembocadura del riu St Johns), va ser una de les principals missions del que els espanyols anomenaren com a Província Mocama. San Pedro, protegida per una fortalesa associada, va ser durant un temps a l'extensió septentrional del poder espanyol, actuant com un baluard contra la tribu guale del nord. Pel 1595 alguns dels mocama que vivien prop de la missió eren fluids en espanyol. Alguns havien après a llegir i escriure en una combinació d'espanyol, llatí, i el sistema d'escriptura de la llengua timucua ideat pel pare Francisco Pareja. Va treballar a la missió San Juan del Puerto, situada a la desembocadura del riu St Johns a l'actual illa Fort George. Va escriure un catecisme en espanyol i timucua que va imprimir en 1612.
Els tacatacuru van ser severament afectats per la malaltia i la guerra durant el segle xvii. La pressió d'altres tribus els va portar a abandonar l'illa de Cumberland en 1675, i la missió també va ser abandonada.